# إليزابيث كوك
إليزابيث كوك (بالإنجليزية: Elizabeth Cook) هي ملحنة ومغنية وكاتبة غنائية أمريكية، ولدت في 17 يوليو 1972 في Wildwood, Florida ‏ في الولايات المتحدة.

## وصلات خارجية
- الموقع الرسمي
- إليزابيث كوك على موقع ميوزك برينز (الإنجليزية)
- إليزابيث كوك على موقع أول ميوزيك (الإنجليزية)
- إليزابيث كوك على موقع ديسكوغز (الإنجليزية)